# С-70 «Охотник»
С-70 «Охотник» (S-70 Okhotnik (Hunter)) — российский тяжёлый ударный БПЛА.
Разработчик ТУБПЛА — «Компания „Сухой“». Возможные технические характеристики аппарата неизвестны.

## История
Впервые о планах Министерства обороны  России получить на вооружение ударный БПЛА такого класса было заявлено в августе 2009 года на авиасалоне МАКС-2009.
Разработка БПЛА ведётся по заказу Минобороны России с 2012 года; в июле 2012 года компания «Сухой» была выбрана разработчиком проекта тяжёлого ударного БПЛА взлётной массой от 10 до 20 тонн. Помимо «Сухого», в разработке принимает участие и «МиГ», также участвовавший в конкурсе на разработку аппарата.
В июне 2018 года состоялась первая выкатка прототипа «Охотника».
В начале 2019 года стало известно, что третий опытный образец Су-57 используется в качестве летающей лаборатории для отработки ряда систем по проекту «Охотник», в частности тестируется БРЭО, связь, групповое применение беспилотного аппарата.
3 августа 2019 года «Охотник» совершил первый полёт, продолжавшийся более 20 минут; летательный аппарат под управлением оператора выполнил несколько облётов аэродрома на высоте около 600 метров и совершил успешную посадку.
27 сентября 2019 года Минобороны России сообщило СМИ о первом совместном полёте «Охотника» и Су-57, продолжавшемся более 30 минут: беспилотный аппарат совершил полёт в автоматизированном режиме, отрабатывалось взаимодействие между «Охотником» и самолётом-лидером по расширению радиолокационного поля истребителя и целеуказанию для применения авиационных средств поражения большой дальности без захода Су-57 в зону условного противодействия ПВО.
В августе 2020 глава ОАК Юрий Слюсарь заявил, что Минобороны России начнёт получать серийные БПЛА с 2023 года.
14 декабря 2021 года на Новосибирском авиационном заводе (НАЗ) имени Чкалова прошла выкатка первого лётного образца оснащённого плоским реактивным соплом.
5 октября 2024 года один из, предположительно, трёх (по другим данным — четырёх) существовавших прототипов был использован для бомбардировки в ходе вторжения России в Украину и был сбит.

## Конструкция
Предположительно, БПЛА имеет массу около 20 тонн, а при его разработке использовались технологии снижения радиолокационной заметности. БПЛА разрабатывается с использованием наработок и технологий истребителя пятого поколения Су-57.
БРЭО
Как и в БПЛА в рамках НИОКР «Альтиус», в «Охотнике» использовано БРЭО разработки КРЭТ.
БРЭО БЛА состоит из:
- информационно-управляющей системы,
- радиолокационного комплекса,
- системы автоматического управления,
- аппаратуры сопряжения с общеобъектовым оборудованием,
- системы контроля и диагностики бортового оборудования,
- инерциально-спутниковой навигационной системы.

Радиолокационный комплекс и система связи позволяют использовать С-70 для расширения радиолокационного поля других боевых самолётов и дистанционного целеуказания; благодаря этому, например, появляется возможность применять средства поражения большой дальности без захода их носителя в зону действия ПВО противника.
Истребитель Су-57 способен выполнять задачи в интеграции с БПЛА «Охотник».

## Лётно-технические характеристики
- Длина: 14 м[8]
- Размах крыла: 19 м[8]
- Боевая нагрузка: 2,8 т[8], по другим данным — до 8 т[20]
- Взлётная масса: 25 т[8]
- Максимальная скорость: 1400 км/ч (на малой высоте)[8], по другим данным — около 1000 км/ч[16][17][21]
- Практический потолок: 18 000 м[22]
- Дальность полёта: 6000 км[22]

## Вооружение
Предполагается, что БПЛА будет нести управляемые ракеты, управляемые бомбы, неуправляемые бомбы во внутреннем отсеке для полезной нагрузки, а также на подкрыльевых узлах подвески.
19 декабря 2021 года Минобороны России обнародовало кадры применения БПЛА бомбового вооружения из внутреннего отсека. На кадрах «Охотник» уничтожает наземную цель 500-килограммовой авиабомбой.

## Модификации
- С-70Б, основные характеристики пока не представлены.

## Оценка проекта
9 июля 2018 года в ответ на сообщение ТАСС о подготовке опытного образца беспилотного летательного аппарата «Охотник» к началу испытательных полётов издание Popular Mechanics опубликовало статью, в которой специалист в области обороны и национальной безопасности Кайл Мизоками оценил заявленные размеры летательного аппарата как впечатляющие, отметив схожесть с RQ-170, а также выразил мнение, что новый беспилотник поможет преодолеть отставание России от США в технологиях БПЛА. Мизоками резюмировал, что, возможно, к информации о программе и следует относиться с долей скепсиса, но период разработки в 7 лет — достаточный для первого полёта БПЛА.

## Потери
5 октября 2024 года в ходе вторжения России на Украину БПЛА С-70, нёсший авиабомбу УМПБ Д-30СН, был сбит ракетой воздух-воздух, предположительно выпущенной с российского истребителя, сопровождавшего дрон, в 16 километрах за линией фронта над подконтрольной Украине территорией близ Константиновки Донецкой области. Одной из возможных причин поражения дрона могла стать потеря связи с оператором и попытка предотвратить падение дрона в Украине за линией фронта в целостном состоянии, что позволило бы иностранным разведкам исследовать его. Несмотря на попытку уничтожить дрон, Украине удалось срочно эвакуировать крупные обломки.

## Галерея

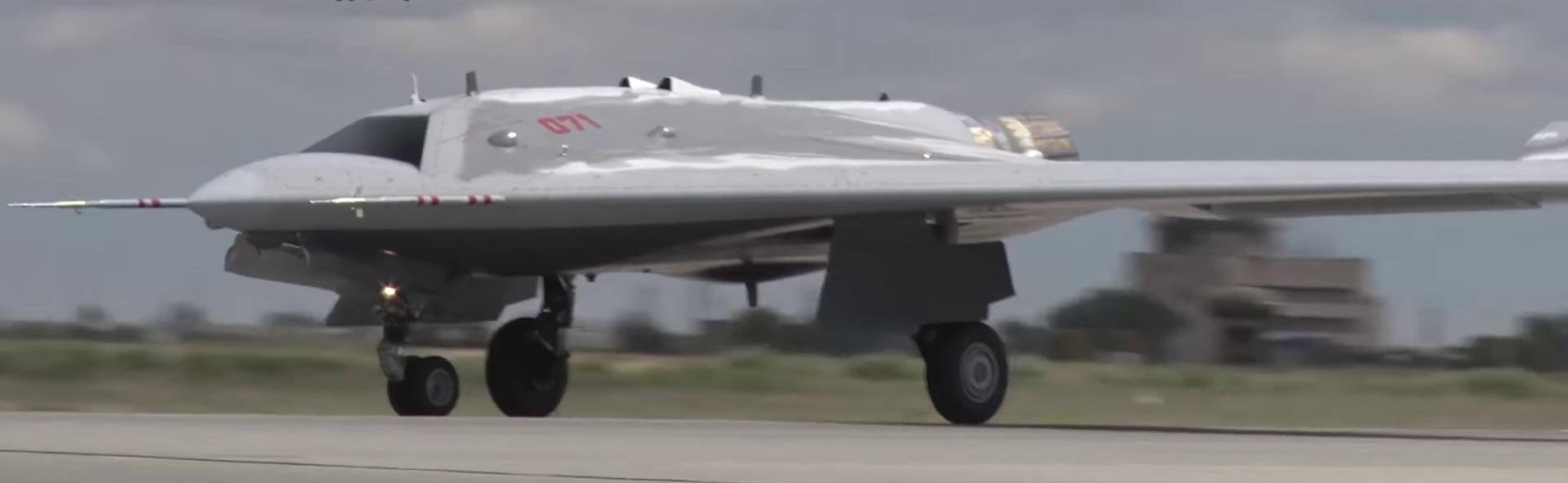
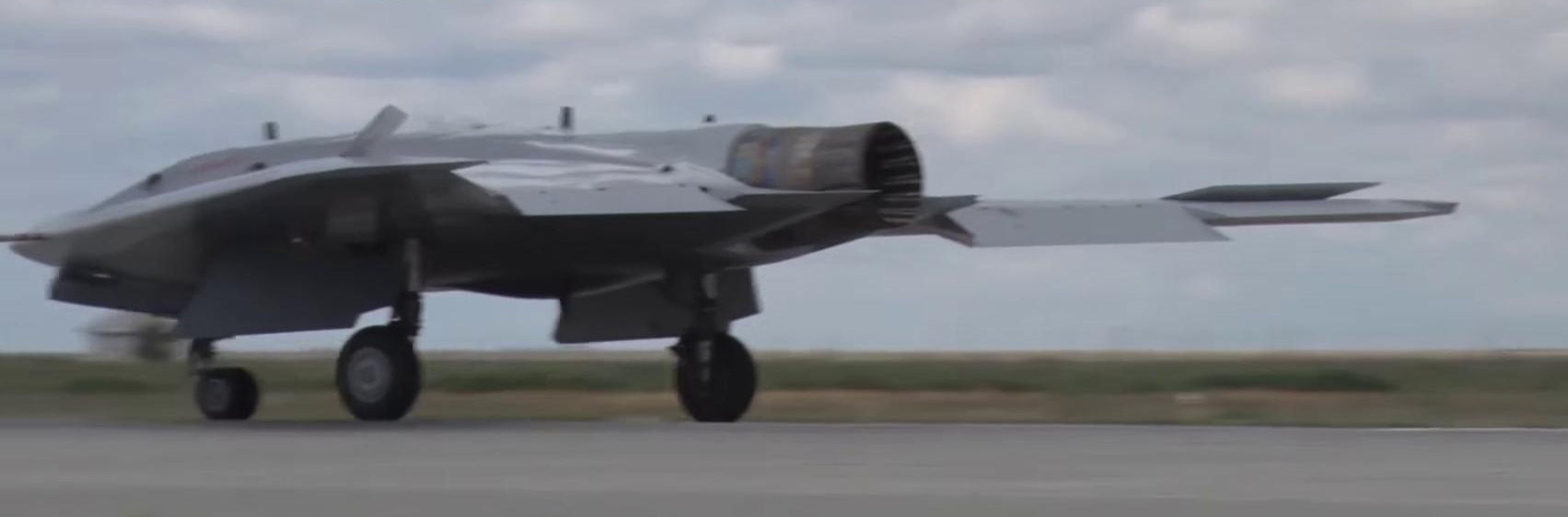
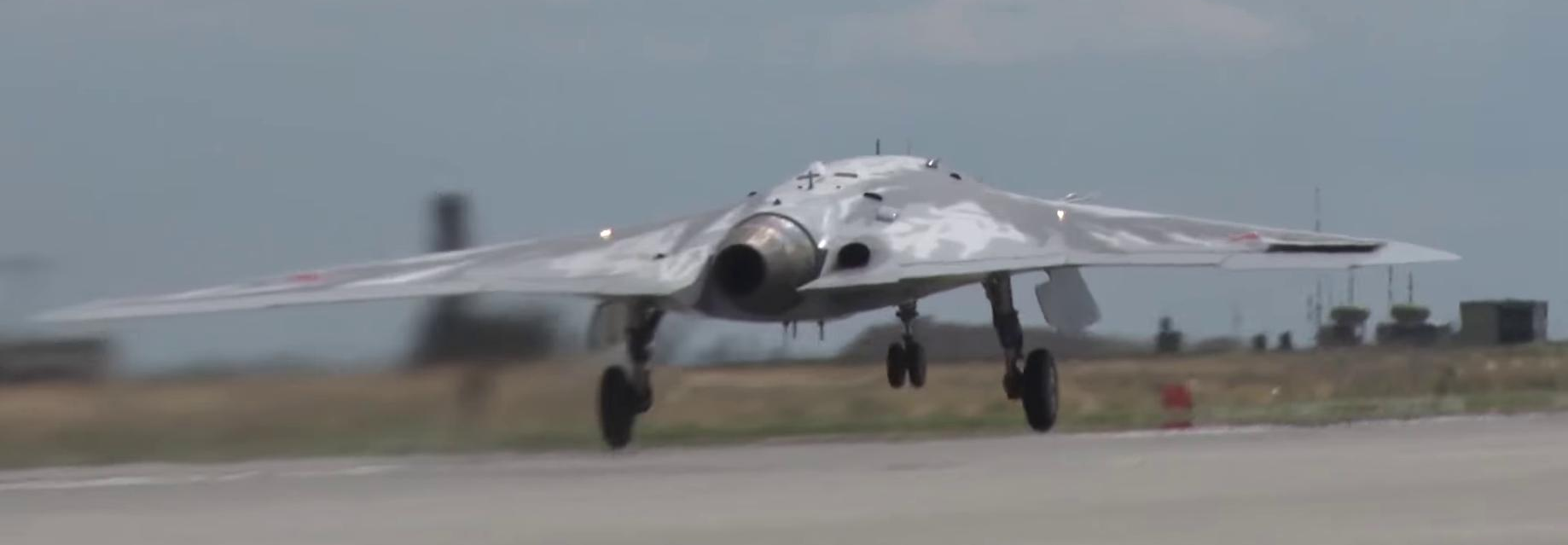